# Pet Shop Boys
I Pet Shop Boys sono un gruppo musicale synth pop britannico, formato da Neil Tennant (cantante e occasionalmente chitarrista e tastierista) e da Chris Lowe (tastierista e occasionalmente anche cantante).
La longevità della loro carriera è generalmente attribuita alla loro abilità di creare musica dance pop melodica con testi intelligenti (prerogativa del genere musicale synth pop di cui sono tra i principali fautori) e uno stile originale. Il duo è tra quelli di massimo successo nella musica pop, soprattutto in Europa; secondo il Guinness dei primati del 1999, i Pet Shop Boys sono il duo più famoso e di successo sia nel Regno Unito che in tutta la storia del pop.
Annoverati fra gli artisti musicali che hanno venduto il maggior numero di dischi, complessivamente i Pet Shop Boys hanno venduto più di 50 milioni di album in tutto il mondo. Dal 1985 hanno realizzato 30 album, di cui 14 in studio, da cui sono stati estratti oltre 50 singoli, piazzandone ben 39 nelle prime venti posizioni della Official Singles Chart, tra cui le quattro numero uno West End Girls, It's a Sin, Always on My Mind e Heart.
Nel corso della loro carriera i Pet Shop Boys hanno ricevuto diversi premi e onorificenze, fra le quali si possono citare un Ivor Novello Award, un premio della British Academy of Composers and Songwriters e il primato di essere l'unico artista musicale "non solista" ad aver piazzato 10 brani in cima alla Dance Club Songs stilata dalla rivista statunitense Billboard (i primi "non solisti" in assoluto).
Plurinominati ai Grammy Awards e vincitori di tre BRIT Awards, nel febbraio 2009 i Pet Shop Boys hanno ricevuto il premio alla carriera per il loro straordinario contributo alla musica Outstanding Contribution to Music.

## Storia del gruppo

### Primi anni (1981–1984)
Il 19 agosto 1981 Neil Tennant e Chris Lowe si incontrarono in un negozio di elettronica, nei pressi della nota via londinese King's Road, famosa per lo shopping, nella zona di Chelsea. Avendo gli stessi interessi musicali, i due cominciarono a lavorare nell'appartamento di Tennant, situato proprio a Chelsea, e in seguito in un piccolo studio a Camden Town. In questi primi anni, sono stati creati alcuni brani come It's a Sin, West End Girls, Rent e Jealousy. Il primo nome che il duo scelse fu West End, a causa del loro amore proprio per il West End di Londra, ma in seguito si ribattezzarono Pet Shop Boys, il cui nome deriva da alcuni amici che lavoravano in un negozio di animali domestici (in inglese, appunto "pet shop"), a Ealing. Tennant e Lowe spiegarono che il nome Pet Shop Boys "suonava come un gruppo rap inglese".
Nell'agosto del 1983, Tennant fu inviato dalla rivista Smash Hits a New York per intervistare i The Police. In quel periodo il duo era ossessionato dalle composizioni del produttore newyorkese Bobby Orlando, quindi, approfittando della situazione, Tennant decise di recarsi da questi per una cena. La leggenda vuole che, dopo aver mangiato un cheeseburger e una torta di carote, in un ristorante chiamato "The Apple Jack", il 19 agosto, Orlando decise di registrare un demo che Neil aveva portato con sé. Nell'aprile 1984, fu prodotta con Orlando West End Girls, che divenne subito una hit nei club di Los Angeles e San Francisco. Fu una hit minore anche in Francia e Belgio ma, nonostante ciò, non ebbe un gran successo nel Regno Unito.

### La firma con la Parlophone ePlease(1985–1986)
Dopo lunghe negoziazioni, nel marzo 1985 i Pet Shop Boys rescissero il contratto con Orlando e ne firmarono uno nuovo con la Parlophone. In aprile, Tennant lasciò Smash Hits e a luglio fu pubblicato il singolo Opportunities (Let's Make Lots of Money), che raggiunse inizialmente soltanto la posizione 116 nella Official Singles Chart. Il lato B del singolo, In the Night, fu utilizzata come colonna sonora per una serie televisiva britannica The Clothes Show.
Dopo le deludenti posizioni in classifica, nel mese di agosto il duo ritornò in studio per registrare nuovamente West End Girls, questa volta con il produttore discografico Stephen Hague. La nuova registrazione fu pubblicata nell'ottobre 1985 e raggiunse la prima posizione nella Official Singles Chart nel gennaio 1986. Il brano conquistò la prima posizione anche negli Stati Uniti, Canada, Finlandia, Hong Kong, Irlanda, Libano, Israele, Nuova Zelanda e Norvegia, vendendo 1,5 milioni di copie in tutto il mondo. West End Girls rimane una delle più note del gruppo.
Dopo il successo di West End Girls, il 24 febbraio 1986 i Pet Shop Boys pubblicarono Love Comes Quickly, il quale raggiunse la posizione 19 della Official Singles Chart. Il singolo anticipò il primo album in studio Please, uscito il 24 marzo. Please diede inizio alla tradizione, poi sempre rispettata dal gruppo, di intitolare gli album con una sola parola.
Altri singoli estratti da Please nel corso del 1986 sono stati Opportunities (Let's Make Lots of Money) (rivisitata rispetto alla versione pubblicata nel 1985) e Suburbia; nel mese di novembre fu pubblicato l'album di remix Disco, il quale comprende remix provenienti dai singoli estratti da Please, con l'aggiunta dei remix di In the Night e di Paninaro. Quest'ultima canzone, ispirata all'omonimo fenomeno italiano, diventerà un grandissimo successo in Italia, per il quale fu pubblicato un videoclip. Nel giugno 1986, i Pet Shop Boys annunciarono il tour europeo, successivamente annullato a causa dei costi eccessivi delle coreografie. Con oltre 1 milione e mezzo di copie vendute, Disco è uno fra gli album di remix più venduti nel mondo.

### Il successo commerciale diActuallye il filmIt Couldn't Happen Here(1987–1988)
Agli inizi del 1987, i Pet Shop Boys ricevettero il BRIT Awards e l'Ivor Novello Award per West End Girls, mentre il 15 giugno uscì il singolo It's a Sin, il quale raggiunse la prima posizione nel Regno Unito. Il singolo, il cui titolo significa "è un peccato" creò qualche problema al gruppo: la scuola frequentata da Tennant, la St. Cuthbert's Grammar School di Newcastle upon Tyne, lo redarguì pubblicamente (il pezzo conteneva alcuni versi, nella seconda strofa, che in pratica furono letti come un'accusa diretta nei confronti della scuola stessa, la quale, stando alle parole di Tennant, non avrebbe saputo svolgere correttamente la sua funzione didattica ed educatrice: "At school they taught me how to be/So pure in thought, in words and deeds/They didn't quite succeed"; i versi significano infatti: A scuola mi hanno insegnato come essere/Purissimo nei pensieri, nelle parole e negli atti/Non è che ci siano riusciti poi così tanto...). Jonathan King inoltre accusò il duo di aver plagiato la canzone di Cat Stevens intitolata Wild World. Da parte loro, i Pet Shop Boys citarono King e vinsero la causa, devolvendo i proventi in beneficenza. Il videoclip di It's a Sin rappresentò invece la prima collaborazione del gruppo con il regista Derek Jarman.
Il 10 agosto venne pubblicato il secondo singolo What Have I Done to Deserve This?. Composta insieme ad Allee Willis e con la partecipazione della cantante Dusty Springfield, la canzone ottenne un buon successo, ma fermandosi alla seconda posizione della Official Singles Chart e della Billboard Hot 100. La canzone era originariamente prevista per l'inserimento in Please, ma il duo, non essendo riusciti ad assicurarsi la disponibilità della Springfield all'epoca, erano restii a registrare il pezzo con altre cantanti, nonostante le pressioni della casa discografica, che sembrava credere molto nelle potenzialità del brano. Alla fine, nel 1986, il manager della Springfield contattò i Pet Shop Boys subito dopo l'uscita dell'album Please e, verso la fine dell'anno, la cantante si recò a Londra per registrare il brano con loro. Fu la prima traccia registrata per il secondo album del duo. Ai Pet Shop Boys era stato detto che la Springfield era una persona molto "difficile" con cui lavorare, oltre al fatto che, secondo il parere di molti, aveva ormai perso la voce; nonostante tutto, la sua esecuzione vocale mise tutte le chiacchiere a tacere, dando invece inizio ad una prolifica collaborazione che durò fino alla fine del decennio. What Have I Done to Deserve This? ottenne un notevole successo a livello mondiale, dando non solo una svolta alla carriera ormai in stallo della Springfield, ma portò anche alla realizzazione del suo album del 1990 Reputation, quasi interamente prodotto dagli stessi Tennant e Lowe. Il duetto rappresentò anche la prima di una lunga serie di collaborazioni con musicisti rinomati, che hanno scandito l'intera carriera dei Pet Shop Boys.
Sempre nel mese di agosto, i Pet Shop Boys presero parte al programma televisivo britannico Love Me Tender su ITV, per la commemorazione del decimo anniversario della morte di Elvis Presley. Fu in questa occasione che venne chiesto loro di eseguire una delle canzoni di Presley da loro preferite. La scelta si restrinse presto a due brani: Baby Let's Play House e Always on My Mind, di cui alla fine venne scelta la seconda. Always on My Mind salì alla prima posizione
Il 7 settembre uscì il secondo album Actually, seguito dal singolo Rent a ottobre. La traccia di chiusura King's Cross, si rivelò un brano profetico, in quanto a novembre dello stesso anno scoppiò un devastante incendio proprio nell'omonima stazione della metropolitana londinese (il testo conteneva un paio di versi che recitavano: "Dead and wounded on either side/You know it's only a matter of time", cioè Morta e ferita da entrambi i lati/Sai che è solo una questione di tempo). Il quotidiano britannico The Sun tentò in tutti i modi di far sì che la canzone venisse pubblicata come singolo di beneficenza, ma i Pet Shop Boys non furono d'accordo per rispetto alle vittime e alle loro famiglie e il singolo non uscì mai.
Verso la fine del 1987, il duo iniziò a lavorare a un film della durata di un'ora, con la relativa colonna sonora composta dalle tracce di Actually. Lavorando con il regista Jack Bond, la breve pellicola diventò presto un film a tutti gli effetti, intitolato It Couldn't Happen Here (il titolo deriva dall'omonima traccia che il duo compose insieme al maestro Ennio Morricone), con Barbara Windsor, Joss Ackland e Gareth Hunt come protagonisti. Il film uscì nelle sale nel 1988 e ottenne reazioni miste. Delle scene tratte dalla pellicola furono utilizzate per il videoclip di Always on My Mind, pubblicato come singolo il 30 novembre e raggiungendo la prima posizione della Official Singles Chart.
Il 1988 iniziò con un'altra collaborazione: il gruppo di Patsy Kensit, gli Eighth Wonder, che avevano già avuto una numero 1 in Italia con il brano Stay with Me, dopo la riduzione a quartetto non aveva ottenuto alcun successo maggiore nella madrepatria. Così i Pet Shop Boys scrissero e produssero per il gruppo il brano I'm Not Scared. Pubblicata come singolo, il pezzo non solo divenne il primo grande successo britannico, ma anche il singolo più famoso in assoluto al livello internazionale sia per Patsy Kensit che per gli Eighth Wonder. I Pet Shop Boys inserirono la loro personale "extended version" del brano (contenente una strofa di testo in più) sul loro album successivo, Introspective, uscito in seguito nel corso dell'anno.
Nel mese di marzo 1988 venne pubblicato il quarto ed ultimo singolo estratto da Actually, Heart. La versione pubblicata per il commercio si trattava di una versione leggermente differente da quella originale e fu il quarto (ed ultimo) singolo ad aver conquistato la numero uno nella Official Singles Chart. Il relativo videoclip, diretto da Jack Bond, consisteva in un breve remake della storia di Dracula (interpretato dal famoso attore Ian McKellen) che, nella finzione, ruba la moglie a Neil Tennant proprio il giorno del matrimonio. L'ironia che alimentava il video era palpabile, dato che McKellen si era già dichiarato omosessuale addirittura negli anni settanta.
Nel documentario About Pet Shop Boys, trasmesso nel 1996 da BBC Radio 1, Tennant fece notare che questa fase prolifica della carriera dei Pet Shop Boys si concluse nel 1988: infatti, il 12 settembre di quell'anno il gruppo pubblicò il singolo Domino Dancing, e nel documentario Neil racconta la sua cocente delusione nell'apprendere che il singolo non riuscì ad andare oltre la settima posizione della Official Singles Chart e la sua sensazione era che il periodo di maggiore successo del duo si era ormai concluso e che, da allora in poi, non solo sarebbe stato difficile ripeterlo, ma sarebbe stata una vera e propria sfida anche solo mantenere il successo.

### Primi tour,IntrospectiveeBehaviour(1988–1992)
Dopo il singolo apripista Domino Dancing, il 10 ottobre 1988 vide la luce anche il terzo album del duo, anche se in realtà si trattava di un altro mini-album con 6 brani, intitolato Introspective. Di lì a poco sarebbe stato seguìto dai nuovi singoli, entrambi prodotti prodotti da Trevor Horn, intitolati Left to My Own Devices e It's Alright (quest'ultima pubblicata nel 1989). In Giappone uscì invece un'edizione alternativa di Introspective, intitolata In Depth, che presentava alcune varianti nella tracklisting. Nel 1989 parte anche il primo tour dei Pet Shop Boys, il MCMLXXXIX Tour, che li vedrà esibirsi a Hong Kong, in Giappone e in Gran Bretagna. Il tour si avvaleva di idee curiose e scenografie spettacolari, realizzate grazie al successo e che non avrebbero potuto vedere la luce nella primissima fase della carriera del duo. L'esibizione registrava anche il ritorno di Derek Jarman alla regia: il regista realizzò infatti diversi filmati, che venivano proiettati durante i vari spettacoli (alcuni racchiusi nella opera videografica Highlights del 1990.
Il 24 settembre 1990 esce So Hard, primo estratto dal quarto album (che sarebbe uscito il 22 ottobre dello stesso anno) dei Pet Shop Boys, intitolato Behaviour. L'album viene registrato a Monaco di Baviera, in Germania, e si avvale della produzione di Harold Faltermeyer. L'album si differenzia molto dagli album precedenti, nonostante non voglia rappresentare deliberatamente un drastico cambio di rotta rispetto ai dischi precedenti: la sua struttura musicale è molto più rilassata nei ritmi e presenta dei testi molto più riflessivi e poetici. La canzone di apertura è costituita da un pezzo che diventerà presto uno dei brani preferiti dai fans, Being Boring, il quale fu estratto come secondo singolo dopo So Hard. Entra nella Top20 (esattamente alla posizione Numero 20) e, seppur non sia un cattivo piazzamento, all'epoca Being Boring fu il singolo con la posizione più bassa mai raggiunta dal duo nella Official Singles Chart. La canzone, che molti interpretarono come un brano sulla malattia del secolo, l'AIDS, prende in realtà le mosse da una citazione di Zelda Fitzgerald, che nell'originale in inglese suona: «...she refused to be bored chiefly because she wasn't boring», e che in italiano si può tradurre come 'lei si rifiutava di annoiarsi principalmente perché non era noiosa', da cui il titolo Being Boring, che significa appunto «essere noiosi». Il videoclip si avvale della regia di Bruce Weber, fotografo che ha realizzato numerose pellicole. All'epoca, il duo aveva ormai licenziato il manager Tom Watkins, a cui era subentrata invece Jill Carrington.
Nel mese di marzo del 1991 esce un singolo doppio lato A, costituito da How Can You Expect to Be Taken Seriously? (proposta in versione nettamente diversa da quella inclusa in Behaviour), abbinato a Where the Streets Have No Name (I Can't Take My Eyes Off You) (un medley fra la cover di Where the Streets Have No Name degli U2 e il ritornello di Can't Take My Eyes Off You di Frankie Valli/Four Seasons). Subito dopo questo nuovo doppio singolo, è la volta del primo tour mondiale del duo, il Performance Tour, che, partendo da Tokyo l'11 marzo 1990, ha toccato anche: Stati Uniti d'America, Canada, Francia, Belgio, Germania, Danimarca, Svezia, Finlandia, Cecoslovacchia, Austria, Ungheria, Jugoslavia, Svizzera, Italia, Spagna, Paesi Bassi, Irlanda e, ovviamente, il Regno Unito. Il set dei concerti viene realizzato da David Alden e David Fielding, responsabili di parecchie scenografie per la London Opera.
Prima di prendersi una meritata pausa nel 1992, i Pet Shop Boys pubblicarono, nel 1991, una esaustiva raccolta, intitolata Discography: The Complete Singles Collection'. La raccolta conteneva 18 tracce, tra cui i due nuovi singoli, DJ Culture e Was It Worth It?. Nonostante la pausa, i Pet Shop Boys continuarono a collaborare con musicisti di fama mondiale: tornarono a lavorare con Dusty Springfield, di cui produssero i singoli Nothing Has Been Proved (un brano scritto per la colonna sonora del film Il caso Profumo, incentrato sullo scandalo politico britannico, noto come Affare Profumo) e In Private. Il duo produsse in seguito metà del nuovo album solista della Springfield, Reputation del 1990. Nel 1989 i Pet Shop Boys erano già stati invitati a scrivere e produrre quasi un intero album per la leggendaria Liza Minnelli. Dal disco, intitolato Results, verranno estratti quattro singoli, tra cui la hit costituita da Losing My Mind (una cover del brano di Stephen Sondheim poi rifatta personalmente dal duo e inserita sul lato B dell'ultimo singolo tratto da Behaviour, Jealousy, in due differenti versioni).
Neil Tennant collaborerà anche con Bernard Sumner e Johnny Marr, con i quali formerà la band degli Electronic, realizzando un album e alcuni singoli. Il primo lavoro pubblicato fu il singolo Getting Away with It, co-prodotto e scritto con la collaborazione di Neil, del 4 dicembre 1989. Successivamente, nel 1991, anche Chris Lowe prenderà parte al progetto Electronic, collaborando al brano The Patience of a Saint, brano inserito anche nell'album di debutto del 1991. Infine, nel 1992, Tennant metterà anche la sua esperienza di cantante solista a disposizione del progetto, registrando la traccia vocale per il singolo forse più famoso degli Electronic, Disappointed (non incluso sull'album, ma tratto dalla colonna sonora per il film Fuga dal mondo dei sogni). Inoltre, un remix di So Hard, realizzato dal noto duo di musica elettronica KLF, viene pubblicato come singolo indipendente: per la realizzazione di tale remix, i KLF chiesero a Neil di tornare negli studi di registrazione per registrare nuovamente la sua traccia vocale per quel pezzo.
Nel 1991 i Pet Shop Boys fondano l'etichetta musicale Spaghetti Records, con la quale producono la colonna sonora per il film La moglie del soldato (il più grande successo raccolto dall'etichetta). Il brano portante è costituito dall'omonimo brano The Crying Game, interpretata dalla voce soul di Boy George (in una delle sue migliori interpretazioni in assoluto, con cui torna al successo negli USA), prodotta e suonata dai Pet Shop Boys (inconfondibili i cori di Neil sul finale del brano). L'etichetta arruolò anche altri artisti, tra cui il cantante scozzese Cicero, The Ignorants e Masterboy.

### Very,Alternativee il Discovery Tour (1993–1995)
Nel giugno 1993, i Pet Shop Boys ritornano prepotentemente nella classifica britannica dei singoli con Can You Forgive Her?, il cui titolo deriva dal romanzo omonimo di Anthony Trollope. Il nuovo brano raggiunge la settima posizione nella Official Singles Chart, mentre il videoclip, uno dei loro più riconoscibili, presenta il duo in vestiti attillati, rigorosamente color arancione, e lunghi cappelli a punta, quelli che contraddistinguevano i cosiddetti «asini» o «somari» nella scuola di un tempo, in un mondo di immagini generate al computer. Il tema viene portato avanti col singolo successivo, Go West, cover del pezzo dei Village People, che arriva fino al numero 2 in Gran Bretagna, accompagnato da un altro video realizzato al computer, stavolta ispirato all'Unione Sovietica.
Il 27 settembre esce il quinto album di studio del duo, Very, l'unico dell'intera discografia a raggiungere la prima posizione nella classifica britannica degli album. Co-prodotto dai Pet Shop Boys e da Stephen Hague, che aveva già prodotto per loro l'album di debutto, Please, per poi passare a produrre altri gruppi, tra cui New Order ed Erasure), il disco genera diversi altri singoli: I Wouldn't Normally Do This Kind of Thing, Liberation e Yesterday, When I Was Mad, tutti accompagnati da video che continuano il tema computerizzato, che raggiunge l'apice con la clip di Liberation, quasi del tutto priva di elementi reali. Tutti questi videoclip vengono diretti da Howard Greenhalgh, che continuerà a lavorare con i Pet Shop Boys per tutto il decennio successivo. Very esce anche in edizione limitata, insieme a un album extra, intitolato Very Relentless e contenente sei nuovi brani dance, contraddistinti da un tono generalmente più cupo rispetto alla giovialità di Very.
Nel 1994 i Pet Shop Boys si offrono di remixare il singolo della band dei Blur, anche loro sotto contratto con la Parlophone, Girls & Boys. Il remix diventa un grande successo nelle discoteche di tutta Europa e dà inizio a una tradizione sporadica che vedrà i Pet Shop Boys remixare pezzi di altri artisti. Sempre nel 1994, il duo realizza il singolo di beneficenza della Comic Relief per quell'anno, Absolutely Fabulous. Il brano nasce quando Tennant e Lowe sperimentano in studio con dei campionamenti tratti dall'omonima sitcom della BBC Absolutely Fabulous. I due hanno intenzione di ricavarci un singolo, per cui contattano le attrici della serie, Jennifer Saunders e Joanna Lumley, suggerendo la pubblicazione per beneficenza (la Saunders aveva già partecipato a un altro singolo per la Comic Relief, "Help!", cover dei Beatles realizzata da Bananarama e Lananeeneenoonoo, in cui queste ultime rappresentavano una parodia delle prime, con la Saunders in prima linea). Il brano viene realizzato sotto lo pseudonimo di "Absolutely Fabulous: produced by Pet Shop Boys" e, nonostante il grande successo che riscuote, Tennant e Lowe non lo considerano come un brano dei Pet Shop Boys, al punto da non includerlo nella loro ultima raccolta di successi, il doppio CD intitolato PopArt: Pet Shop Boys - The Hits del 2003. Il video che accompagna il singolo è composto da spezzoni della sitcom e da nuovi filmati, appositamente girati per l'occasione, che vedono Tennant e Lowe alle prese con i personaggi della serie, Edina (la Saunders) e Patsy (la Lumley).
Il 12 settembre, i Pet Shop Boys pubblicano il loro secondo album di remix, vero e proprio séguito del primo Disco e coerentemente intitolato Disco 2. L'album comprende i remix dei singoli estratti da Very, legati insieme in un unico lungo megamix realizzato da Danny Rampling. Quindi, a ottobre, il duo parte per il nuovo Discovery Tour, che tocca i paesi fino ad allora mai visitati: Singapore, Australia, Porto Rico, Messico, Colombia, Cile, Argentina e Brasile. L'anno seguente, nel 1995, viene pubblicato Alternative, una raccolta di tutti i loro b-side dal 1985 al 1995. La compilation ottiene un enorme successo fra i fan dei Pet Shop Boys e riesce addirittura a classificarsi al secondo posto nella Official Albums Chart. Per la promozione di questa raccolta, i Pet Shop Boys producono una nuova versione del brano Paninaro (b-side di Suburbia del 1986). Il singolo viene ribattezzato Paninaro '95 e si basa sulla relativa versione live eseguita durante il Discovery Tour.

### Bilingual(1996–1998)
Nel novembre 1995, Neil Tennant vede David Bowie dal vivo al Wembley Stadium. I due si incontreranno poi nel backstage dove, parlando dell'album di Bowie 1.Outside, Tennant rivela che la sua traccia preferita è Hallo Spaceboy. Scherzando, David dice che i Pet Shop Boys dovrebbero proprio fare un remix di quel brano e una settimana dopo telefona a Neil chiedendogli di farlo sul serio. La nuova versione viene completamente riregistrata, con Tennant che realizza i cori, aggiungendo inoltre al pezzo dei versi supplementari, tratti dal testo del primissimo successo di Bowie, la celebre "Space Oddity". Il singolo esce il 9 febbraio 1996 e riscuote un gran successo: i Pet Shop Boys eseguiranno il brano, insieme a David Bowie, ai BRIT Awards e su Top of the Pops.
Ad aprile i Pet Shop Boys pubblicano un nuovo singolo, Before, come anticipazione del loro prossimo album. Il singolo raggiunge il numero 7 nella classifica britannica dei singoli. In quello stesso mese, nell'album Wildest Dreams, Tina Turner pubblica anche una traccia scritta proprio dai Pet Shop Boys e intitolata Confidential. Ad agosto i Pet Shop Boys escono con un secondo nuovo singolo, prima dell'album in imminente uscita: il pezzo si intitola Se a vida é (That's the Way Life Is) ed è una canzone ispirata ai ritmi latino-americani, come traspare già dal titolo in portoghese (il sottotitolo rappresenta una traduzione libera del titolo ("Se la vita è") in inglese: «così è la vita», adattamento della celebre espressione francese «c'est la vie». La traduzione corretta in portoghese avrebbe dovuto essere: «É assim que a vida é»). Il brano contiene un campionamento di batteria da una canzone intitolata "Estrada da paixão", del gruppo brasiliano degli Olodum. Il sesto album di inediti di studio dei Pet Shop Boys viene pubblicato a settembre e, coerentemente intitolato alla stregua dell'ultimo singolo, si intitola Bilingual.
A dicembre del 1996 il solo Neil compare dal vivo con la band Suede, cantando la loro canzone "Saturday Night", in duetto con Brett Anderson, e Rent dei Pet Shop Boys. Entrambe le tracce, nella performance dal vivo, vengono inserite come b-side nel singolo dei Suede, Filmstar, che esce nel luglio 1997. L'estate del 1997 inizia per i Pet Shop Boys con un "tutto esaurito" di tre settimane al Savoy Theatre di Londra, nel mese di giugno. Intitolato Somewhere e promosso da una cover del brano Somewhere, tratto dal musical West Side Story, lo spettacolo utilizza dei filmati ripresi dall'artista Sam Taylor-Wood. Successivamente, i Pet Shop Boys torneranno a collaborare con Sam Taylor-Wood: nel 1998, quando registreranno con lei una loro versione di Je t'aime... moi non plus, originariamente di Serge Gainsbourg, e nel 2003, quando realizzeranno una cover del pezzo di Donna Summer intitolato Love to Love You Baby, pubblicandolo in una edizione limitata, che verrà accreditata a Kiki Kokova (pseudonimo utilizzato dalla Taylor-Wood per il particolare progetto).
La restante parte del 1997 e gran parte del 1998 trascorrono scandite da una serie di date dal vivo e pubblicazioni minori (l'edizione speciale di Bilingual, Originals e Essential), tra cui un album realizzato per beneficenza, contenente canzoni di Noël Coward, intitolato Twentieth-Century Blues: The Songs of Noel Coward. Il disco comprende la rilettura dei Pet Shop Boys di Sail Away, insieme a brani interpretati da Elton John, i Texas, Marianne Faithfull, i The Divine Comedy, i Suede, Damon Albarn, Vic Reeves e Robbie Williams. Inoltre, Tennant co-produce anche la traccia di Robbie Williams e realizza i cori per quella di Elton John. Per Robbie, Neil eseguirà anche i cori per il suo singolo "No Regrets", insieme a Neil Hannon dei The Divine Comedy. Nel frattempo, i Pet Shop Boys cambiano nuovamente manager, a causa delle dimissioni rassegnate spontaneamente dalla Carrington, a cui succede Mitch Clark, che aveva già lavorato per la EMI International in qualità di direttore responsabile per la promozione. Sempre nel 1998 i Pet Shop Boys scrivono il brano Screaming, che verrà inserito nella colonna sonora del film Psycho, remake del regista Gus Van Sant.

### Nightlifee il musicalCloser to Heaven(1999–2001)
In questo periodo il duo inizia a lavorare con il drammaturgo Jonathan Harvey a un progetto per un musical in teatro. Nel 1999, molte delle tracce registrate fino ad allora finiscono sul settimo album di inediti di studio dei Pet Shop Boys, intitolato Nightlife, contenente anche i singoli I Don't Know What You Want but I Can't Give It Any More, New York City Boy e You Only Tell Me You Love Me When You're Drunk, nonché un duetto con Kylie Minogue sul brano In Denial (il cui testo narra del coming out di un padre, impersonato da Tennant, che dichiara la propria omosessualità alla figlia, interpretata dalla Minogue). In seguito, Kylie eseguirà questa canzone anche dal vivo, durante il suo Showgirl Tour del 2005, cantando la sua parte di un duetto virtuale, effettuato con la voce pre-registrata di Neil Tennant.
Comunque, non si tratta della prima collaborazione tra il duo britannico e la cantante australiana: nel 1994, infatti, i Pet Shop Boys avevano scritto la canzone Falling, da inserire nell'album Kylie Minogue. "Falling" prendeva spunto da un remix inedito di Go West, a cui Tennant aveva aggiunto un nuovo testo. Però, la Minogue e la sua casa discografica, insoddisfatti del sound che aveva il demo prodotto dai Pet Shop Boys, avevano invece chiesto a Farley & Heller di produrre la traccia.
Il 1999 finisce per Neil e Chris con il Nightlife Tour, che continua fino al 2000: stavolta, il set per il palcoscenico viene progettato dall'architetto Zaha Hadid. Il tour porta i Pet Shop Boys negli Stati Uniti, in Canada, in Giappone, in Europa e nel Regno Unito. Nell'estate del 2000 il duo prende parte anche a una serie di festival in Europa. Tra queste ultime date occorre segnalare la performance al Glastonbury Festival, dove si esibiscono sul palco principale alle 21.30 di un sabato sera, ricevendo un'accoglienza trionfale. Sempre nel 2000, i Pet Shop Boys vincono il loro terzo Ivor Novello Award, per il loro «Eccezionale Contributo» ('Oustanding Contribution') alla musica.
Per tutto il 2000 il duo continua a lavorare al progetto del musical, che entra nel vivo nel mese di maggio, con una serie di workshop, la messa a punto definitiva della trama e la scelta finale delle canzoni da utilizzare per la relativa colonna sonora. Il musical, intitolato Closer to Heaven, debutta all'Arts Theatre di Londra nel maggio 2001, finanziato dal Really Useful Group di Andrew Lloyd Webber. Lo spettacolo riceve sia recensioni positive che negative ma, anche se alle date inizialmente in programma ne vengono aggiunte delle altre, il musical è costretto a chiudere i battenti prima del previsto, nell'ottobre 2001, a causa delle scarse vendite dei biglietti. All'epoca della chiusura londinese, Neil Tennant dichiara che i Pet Shop Boys sono in procinto di portare il musical in giro per l'Europa, in varie location (soprattutto in Germania, che costituisce un grosso mercato per il duo), nonché di esportarlo anche negli Stati Uniti, a New York. Di fatto, né i Pet Shop Boys né Andrew Lloyd Webber e il suo Really Useful Group hanno mai dato un séguito allo spettacolo di Londra, ma nel 2005, in Australia, presso la Brisbane Powerhouse, sono state realizzate alcune performance in proposito, anche se del tutto indipendenti sia dai Pet Shop Boys che dal Really Useful Group e da Lloyd Webber.

### Release(2002–2005)
Dopo le fortune alterne di Closer to Heaven e le ristampe a doppio disco di Please, Actually, Introspective, Behaviour, Very e Bilingual, i Pet Shop Boys ritornano in studio per iniziare a lavorare sul loro nuovo album (l'ottavo di studio). Dopo aver sperimentato diversi generi, tra cui l'hip-hop, il duo opta per un suono acustico completamente spoglio, andando esattamente agi antipodi della musica dance quasi estrema del musical. Così, nel 2002, Neil e Chris pubblicano Release (che vuol dire proprio «pubblicare» o «pubblicazione»). La maggior parte delle tracce vengono prodotte dal duo stesso e molti brani si avvalgono della chitarra di Johnny Marr, che dopo la parentesi elettronica degli Electronic sembra essere tornato al sound che rese famosi gli Smiths negli anni ottanta. Il primo estratto, Home and Dry, è accompagnato da un videoclip diretto da Wolfgang Tillmans, per lo più costituito da filmati di topi, ripresi nella London Underground, la metropolitana di Londra. Il secondo singolo, I Get Along, presenta invece un video girato dal fotografo Bruce Weber.
Sùbito dopo l'uscita del nuovo singolo, i Pet Shop Boys partono per un altro tour mondiale, che stavolta consiste però in un set acustico, ridotto all'osso, senza ballerini, coristi o costumi e scenografie elaborate. Neil e Chris si avvalgono soltanto di due chitarristi supplementari, Bic Hayes e Mark Refoy, della percussionista Dawne Adams e del loro programmatore fisso, Pete Gleadall. Il Release World Tour li porta innanzitutto in diverse università del Regno Unito, anche se, ufficialmente, non si tratta del Release Tour, ma di una tournée per tastare il terreno, coerentemente chiamata The University Tour e comprendente date che li vedono suonare nei seguenti campus: Bristol University, Keele University, University of East Anglia a Norwich, University of Teesside, Middlesbrough and De Montfort University a Leicester con due date addizionali a febbraio a Londra e a Colonia, in Germania. Il Release World Tour vero e proprio toccherà invece i principali paesi del Nord America, dell'Europa e dell'Asia, in blocchi scaglionati di date. Una prima serie di concerti li vedrà esibirsi in: Canada, USA, Germania, Spagna, Italia, Francia, Belgio, Paesi Bassi, Danimarca e Svezia. Una seconda serie di spettacoli li riporterà invece nel Regno Unito, proseguendo poi in Svizzera, Giappone, Singapore e Hong Kong, per concludersi con una data in Thailandia, dove il duo suona per la primissima volta in assoluto, in una performance finale che ha luogo nella capiente Impact Arena di Bangkok davanti a 9.000 fans. Il concerto tenutosi a Bangkok viene considerato un «successo trionfale» ('triumphant success'), come dirà in séguito Neil Tennant, commentando l'evento sul sito web ufficiale dei Pet Shop Boys. Sulla scia del successo della tournée, un terzo singolo estratto dall'album, London uscirà soltanto in Germania, su richiesta della filiale tedesca della EMI. Anche se il singolo non verrà mai pubblicato in Gran Bretagna, il famoso fotografo Martin Parr gira un video per la canzone e quest'ultima viene passata anche da alcune stazioni radio britanniche.
Dopo una performance dal vivo per il rinomato show di John Peel su Radio 1, la prima rete radiofonica britannica, i Pet Shop Boys pubblicano il loro terzo capitolo della "Disco series", appunto Disco 3, che esce nel mese di febbraio del 2003. La compilation viene realizzata sulla falsariga dei due precedenti capitoli (a parte il numero progressivo che li contraddistingue), con la differenza che questo nuovo Disco 3 comprende anche brani nuovi, oltre che remix di pezzi già editi. Nel corso del 2003, i Pet Shop Boys lanciano due nuove etichette discografiche, la Olde English Vinyl e la Lucky Kunst, che prendono il posto della defunta Spaghetti Records, con cui avevano ottenuto insieme a Boy George il grande successo di The Crying Game nel 1992. La Olde English Vinyl debutta con Hooked on Radiation della band degli Atomizer, a cui segue Jack and Jill Party di Pete Burns nel 2004, mentre la Lucky Kunst ha finora realizzato un unico prodotto: la citata cover del noto pezzo disco music di Donna Summer, "Love to Love You Baby", nella versione di Kiki Kokova, lo pseudonimo utilizzato da Sam Taylor-Wood. Neil e Chris remixano anche Walking on Thin Ice di Yōko Ono, sempre nel 2003, e Mein Teil della band tedesca industrial metal dei Rammstein nel 2004. Nello stesso periodo, avviene anche l'ennesimo cambio di manager, con l'arrivo di David Dorrell e la partenza di Clark. Il 20 ottobre 2003 i Pet Shop Boys ricevono il premio World Awards, consegnato loro da Mikail Gorbaciov, per essersi contraddistinti nel campo delle arti e della musica mondiale.
Il prolifico 2003 si conclude con la pubblicazione di un secondo, doppio greatest hits, uscito nel mese di novembre. L'album viene intitolato PopArt: Pet Shop Boys - The Hits, ma è comunemente noto soltanto come PopArt, dai nomi dati alle due parti: Pop per il disco contenente i brani più commerciali e, appunto, strettamente pop, e Art per quello che include i pezzi ritenuti più sperimentali e creativi. La doppia raccolta non contiene né Absolutely Fabulous, il pezzo di beneficenza realizzato per la Comic Relief nel 1994, che, come accennato, il duo non considera come un singolo dei Pet Shop Boys, né Was It Worth It?, che costituiva invece uno dei due inediti sulla precedente compilation, Discography: The Complete Singles Collection del 1991, mentre per il resto la nuova collection comprende ogni singolo di successo del duo, nonché due nuovi brani, Miracles e Flamboyant, entrambi estratti come singoli per promuovere la raccolta. Oltre a tutto ciò, i Pet Shop Boys scrivono una canzone intitolata Love Life e la consegnano agli Alcazar, i quali la pubblicano come singolo in Svezia irrompendo nella Top 10 svedese (successivamente Neil e Chris scrivono per gli Alcazar anche il brano Baby).
A settembre del 2004, i Pet Shop Boys si esibiscono in un concerto gratuito, in Trafalgar Square a Londra, accompagnati dalla Dresdner Sinfoniker (l'orchestra sinfonica di Dresda), realizzando una nuova colonna sonora per lo storico film muto del 1925 La corazzata Potëmkin (The Battleship Potemkin in inglese). Seguiranno altre quattro performance live dell'opera, sempre con la Dresdner Sinfoniker, in Germania, nel mese di settembre del 2005, mentre la relativa colonna sonora, coerentemente intitolata, come l'originale in lingua, Battleship Potemkin, viene pubblicata il 5 settembre 2005. Dopo aver vinto il "Q Inspiration Award", nel novembre 2004 i Pet Shop Boys prendono parte all'illustre concerto-tributo per il celebre produttore Trevor Horn, intitolato Produced by Trevor Horn e inserito nella nota serie di concerti reali del Prince's Trust, fondazione di beneficenza creata da Carlo d'Inghilterra, che ne è il presidente. Il particolare concerto per Trevor Horn consiste in un festival di artisti e gruppi che hanno lavorato, nel corso della loro carriera, con il famoso produttore britannico, tra cui Grace Jones, Seal, gli ABC e i Frankie Goes to Hollywood.
Nel 2005 i Pet Shop Boys vengono scelti come gruppo principale per il concerto del Live 8 tenutosi a Mosca sulla Piazza Rossa, ricevendo un'accoglienza estremamente positiva da parte della folla convenuta nella storica location. Nello stesso anno al duo viene chiesto anche di mettere insieme il ventesimo volume della serie Back to Mine, un'antologia musicale che consiste in una selezione di brani effettuata da vari artisti che sono tenuti a scegliere le proprie canzoni preferite, privilegiando in particolar modo il genere del cosiddetto chill out. La peculiarità del volume dedicato a Neil e a Chris, che coincide con la condizione posta dal duo per accettare l'invito, è rappresentata dal fatto che si tratta di una doppia raccolta, in cui a Tennant e a Lowe è stato assegnato un disco ciascuno, mentre tutti i precedenti volumi erano costituiti da un singolo disco per ciascun artista o gruppo. Il titolo del volume è semplicemente Back to Mine: Pet Shop Boys.

### Fundamental(2006–2008)
I Pet Shop Boys iniziano il 2006 remixando il singolo di Madonna, Sorry, pubblicato a febbraio. Il singolo raggiunge il numero 1 nel Regno Unito e il remix dei Pet Shop Boys comprende una nuova traccia vocale, costituita dai cori dello stesso Neil Tennant. Successivamente, Madonna utilizzerà il remix del duo (compresi i cori di Neil) nella sua tournée mondiale del 2006, il Confessions Tour, realizzato per continuare a promuovere il fortunato album.
Ad aprile, gli stessi Pet Shop Boys pubblicano un nuovo singolo, I'm with Stupid, il cui testo rappresenta un commento sul rapporto tra l'allora presidente statunitense George W. Bush e il primo ministro britannico Tony Blair. Il videoclip girato per accompagnare il brano vede come protagonisti Matt Lucas e David Walliams, meglio conosciuti come l'équipe dietro Little Britain. Lucas e Walliams dipingono Tennant e Lowe facendo una parodia di due loro precedenti video, relativi ad altrettanti brani, entrambi tratti dall'album Very del 1993, e cioè Go West e Can You Forgive Her?.
Il nono album di studio dei Pet Shop Boys, Fundamental, viene pubblicato a maggio. Dopo la parentesi acustica di Release, il nuovo album rappresenta un deciso ritorno del duo alle sonorità dance che hanno caratterizzato la maggior parte della loro produzione. Secondo una critica musicale, l'album rappresenta un «ritorno alle sonorità iniziali dei Pet Shop Boys». Il disco è prodotto da Trevor Horn, con cui Neil e Chris avevano già lavorato nel 1988 col brano Left to My Own Devices, uno dei tre singoli tratti dall'album Introspective. Il nuovo album, così come era già successo con Very nel 1993, a cui era stato allegato, per un certo tempo, il CD bonus Very Relentless, esce anche in un'edizione limitata, contenente un album di remix, intitolato Fundamentalism, che comprende, tra l'altro, una nuova versione di In Private, originariamente scritto e prodotto per Dusty Springfield nel 1989, riproposto in duetto con Elton John, e Fugitive, un inedito brano prodotto da Richard X.
Nella settimana di uscita di Fundamental, Channel 4 trasmette un documentario intitolato Pet Shop Boys - A Life in Pop, diretto da George Scott e prodotto da Nick de Grunwald. La trasmissione originale dura un'ora, ma nell'ottobre 2006 viene pubblicata su DVD una versione espansa di 140 minuti (quasi 2 ore e mezza). Le note interne riportano: «Dal loro primissimo singolo West End Girls, che ha indicato il percorso che avrebbero seguìto, fino al loro status come il duo pop più in vista del Regno Unito, A Life in Pop descrive ogni passo innovativo che i Pet Shop Boys hanno fatto nella loro carriera ventennale. Muovendo i primi passi dalle rispettive cittadine natali nel nord dell'Inghilterra, Neil Tennant e Chris Lowe ripercorrono il loro incredibile viaggio, a parole loro. La pellicola mostra delle performance dal vivo fino ad allora inedite, rare partecipazioni televisive (compresa la loro primissima esibizione, in Belgio, nel 1984) e interviste con illustri fans, collaboratori e colleghi, tra cui Robbie Williams, Brandon Flowers dei Killers, Tim Rice-Oxley, Jake Shears degli Scissor Sisters e il fotografo Bruce Weber. A Life in Pop rappresenta un affascinante documentario di approfondimento che traccia un resoconto dettagliato dell'ininterrotto successo dei Pet Shop Boys»
Il secondo singolo estratto dal nono album è Minimal. Il duo gira il videoclip per questo secondo singolo a Parigi con Dan Cameron. Il brano sarà il primo brano dei Pet Shop Boys a essere ritrasmesso dalla maggiore emittente radiofonica londinese, Capital Radio, dopo dieci anni in cui la stazione non aveva più passato alcun pezzo del duo. I Pet Shop Boys iniziano il nuovo tour mondiale a giugno del 2006, in Norvegia. Lo spettacolo viene progettato dal designer teatrale britannico Es Devlin, con le coreografie di Hakeem Onibudo.
Tra il 15 giugno e il 10 settembre 2006, i Pet Shop Boys fanno una serie di concerti in tutta l'Europa, per lo più all'interno di festival vari e altre rassegne all'aperto. Tra questi concerti, sono da segnalare due date tenutesi alla Torre di Londra (il 28 e il 29 giugno) e un singolo spettacolo nella location di Thetford Forest, con la band dei Lorraine come gruppo di supporto. All'interno di questi show, sono da registrare anche alcune performance relative alla colonna sonora di Battleship Potemkin, realizzate in Germania e in Spagna. Il 1º maggio 2006, Battleship Potemkin è stata eseguita anche nel cantiere navale dello Swan Hunter, a Newcastle upon Tyne, con i Pet Shop Boys accompagnati dall'orchestra della Northern Sinfonia.
Il 3 ottobre 2006, PopArt: Pet Shop Boys - The Hits viene pubblicata anche negli Stati Uniti. I ritardi della sua pubblicazione erano dovuti alle numerose etichette discografiche che si sono avvicendate nella pubblicazione americana dei diversi lavori del gruppo, fino a quando la Capitol Records riesce a prevalere sulle altre. Nel corso del 2006, i Pet Shop Boys collaborano con Robbie Williams al suo nuovo album, Rudebox, di cui producono due tracce: una cover di We're the Pet Shop Boys (che il duo stesso ha registrato, includendo la propria versione come B-side per il singolo Miracles nel 2003) e She's Madonna in duetto con Neil Tennant, il cui testo pare parli della storia avuta da Guy Ritchie con Tania Strecker, prima della relazione che lega Ritchie con la cantante Madonna. Il 10 ottobre 2006, i Pet Shop Boys iniziano a Montréal la tranche nord e centro-americana del nuovo tour mondiale, che li porta in Canada, negli USA e in Messico, per terminare il 16 novembre. Il 21 maggio 2007, esce un DVD dello spettacolo realizzato a Città del Messico, intitolato Cubism, registrato il 14 novembre, all'Auditorio Nacional, e diretto da David Barnard che, in passato, aveva già lavorato con Björk e i Gorillaz, dirigendone filmati simili.
Il 16 ottobre esce Catalogue, per la casa editrice Thames & Hudson, un libro di 336 pagine, scritto da Philip Hoare e Chris Heath, che tratta nel dettaglio tutta la produzione visiva del duo (le fotografie nonché il design relativo agli album, ai videoclip, ai tour, ai libri e alla fanzine, la rivista del fan club ufficiale), risalente al periodo compreso tra il 1984 e il 2004. Questo il commento di Neil Tennant nel libro: «All'inizio, abbiamo preso una decisione - ed è parte del contratto con la EMI - che avremmo avuto il controllo di tutto; ovviamente, l'importanza delle canzoni era enorme, ma anche il modo di in cui venivano presentate era ugualmente importante, chiarendo subito che, riguardo al fatto di avere il controllo totale su ogni singolo meccanismo dell'ingranaggio generale, non avremmo mai cambiato idea». I Pet Shop Boys promuovono l'uscita del libro, firmandone delle copie a Londra, a New York e a Berlino. Il 16 ottobre, viene pubblicato anche il terzo singolo tratto da Fundamental: si tratta del brano Numb, scritto da Diane Warren, unica traccia dell'album a non essere stata composta dagli stessi Tennant e Lowe.
Il 23 ottobre 2006 viene pubblicato il primo album-live del duo, intitolato Concrete. Originariamente avrebbe dovuto chiamarsi Concert, ma all'ultimo momento si decise per Concrete. Si tratta di un album che ripropone il concerto completo tenutosi al Mermaid Theatre, con la BBC Concert Orchestra e ospiti come Rufus Wainwright, Frances Barber e Robbie Williams. Il 28 agosto 2006 una versione ridotta dello spettacolo, cosiddetta 'director's cut', va in onda su BBC 6 Music, una delle emittenti radiofoniche digitali della BBC. Il 30 ottobre 2006, presso la Bookshop Gallery nella National Portrait Gallery di Londra, viene inaugurata una piccola mostra di ritratti dei Pet Shop Boys, proseguita fino al 28 febbraio 2007. Il 7 dicembre 2006, i Pet Shop Boys ricevono la nomination per due Grammy Awards, da assegnare nel 2007, nelle categorie «Best Dance Recording» ('Migliore Registrazione Dance') per I'm with Stupid e «Best Electronic/Dance Album» ('Miglior Album Elettronico/Dance') per Fundamental.
I Pet Shop Boys avevano in programma di concludere il 2006 e iniziare il 2007 con una performance al Concert in the Gardens («Concerto nei Giardini») per la festa dello Hogmanay (il Capodanno tradizionale scozzese), a Edimburgo, ma l'evento è stato cancellato poco prima, a causa delle cattive condizioni atmosferiche. A febbraio del 2007, esce il remix, cosiddetto «Stars Are Blazing», realizzato dal duo per il brano Read My Mind della band di Brandon Flowers, The Killers (il sottotitolo del remix deriva dalla frase contenuta in un verso del brano). In questo stesso periodo, i Pet Shop Boys dichiarano di essere in studio, a scrivere e incidere nuovo materiale. Tra la fine del 2006 e l'inizio del 2007, Neil Tennant prende parte in veste di produttore esecutivo alla realizzazione del nuovo album di Rufus Wainwright, Release the Stars, registrato a Berlino. Neil esegue anche i cori su alcune tracce, in particolare "Do I Disappoint You" e "Tiergarten".

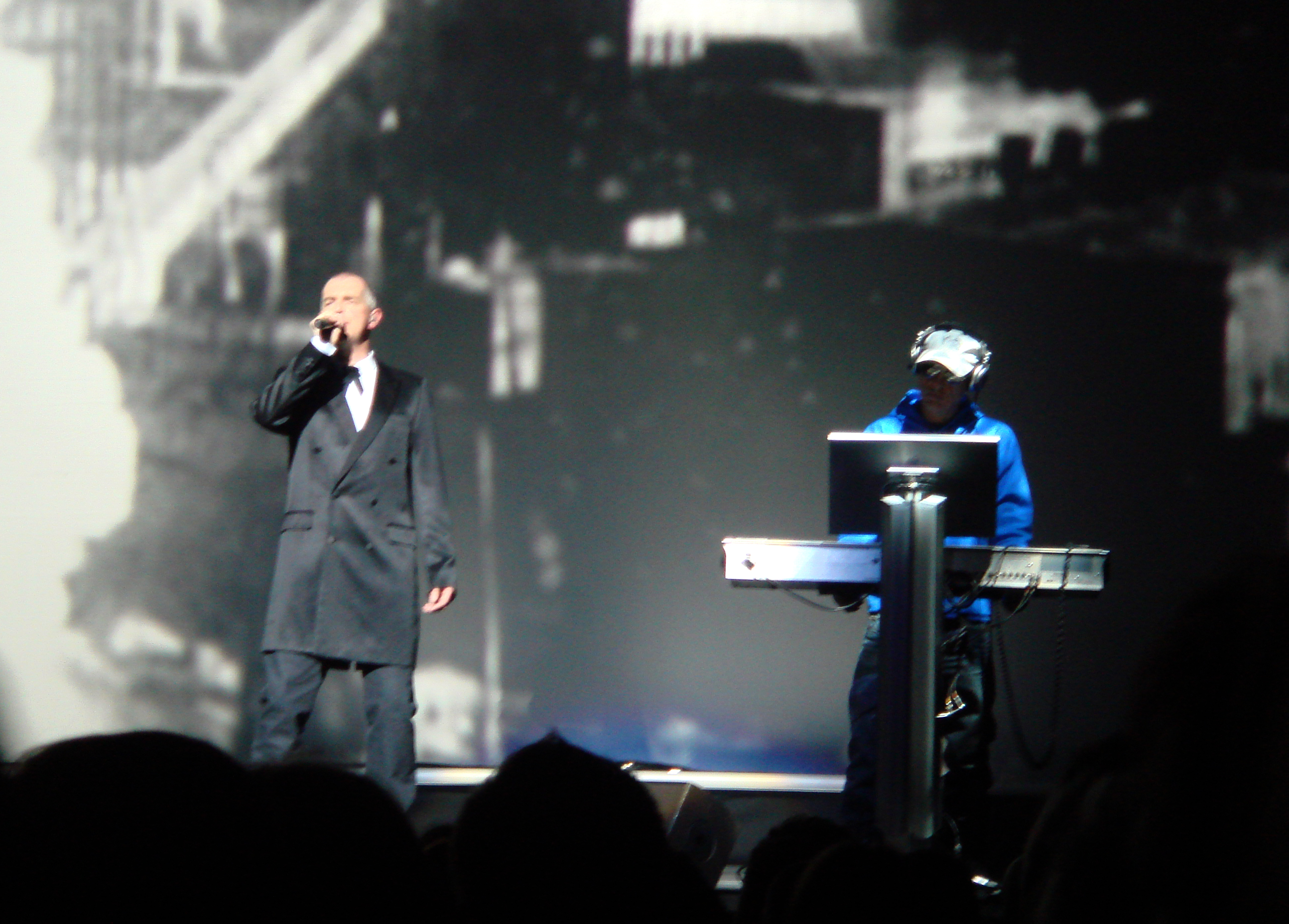
I Pet Shop Boys live nel 2007

I Pet Shop Boys proseguono intanto col loro tour mondiale, modificando leggermente la produzione e la scaletta. Ricominciano il 14 marzo 2007, a Rio de Janeiro in Brasile, per poi toccare Argentina, Cile, Nuova Zelanda e Australia (dove sono tra i gruppi principali all'interno del V Festival 2007), Norvegia, Estonia, Lettonia, Lituania, Germania, Svizzera, Francia, Paesi Bassi, Regno Unito, Danimarca, Irlanda, Svezia, Italia, Spagna, Belgio e Singapore. I Pet Shop Boys pubblicano il citato DVD Cubism, a maggio del 2007, tramite la Warner Vision. Come accennato, il DVD ripropone uno spettacolo dal vivo, registrato all'Auditorio Nacional di Città del Messico a novembre del 2006. Il 30 giugno, i Pet Shop Boys "suonano" al festival gratuito Secondfest, all'interno del mondo virtuale online Second Life.
L'8 ottobre 2007, i Pet Shop Boys pubblicano Disco 4, l'ultimo della loro "Disco series". A differenza dei suoi predecessori, che erano composti per lo più da remix di tracce all'epoca recenti (oppure comprendevano nuovi brani, come nel caso del penultimo Disco 3), Disco 4 si differenzia per la tracklisting, che si compone per lo più di remix, effettuati dai Pet Shop Boys, di lavori di altri artisti o gruppi, nel corso del decennio passato, tra cui The Killers, David Bowie, Yōko Ono, Madonna, Atomizer e Rammstein. A questi si aggiungono soltanto due canzoni dei Pet Shop Boys, consistenti nei remix di due tracce entrambe tratte dall'album Fundamental: Integral e I'm with Stupid. La conferenza stampa ufficiale della Parlophone dichiara: «Il brano Integral dei Pet Shop Boys verrà distribuito in edizione limitata, a DJ selezionati di emittenti radiofoniche e discoteche, mentre il videoclip che accompagnerà la traccia verrà diffuso tramite YouTube e il sito web ufficiale dei Pet Shop Boys».
Nonostante il sito web ufficiale dei Pet Shop Boys abbia dichiarò concluso il Fundamental Tour, il duo tenne nuovi concerti a Saragozza, Barcellona, Valencia, Bucarest e Dublino. Nel 2008 i Pet Shop Boys producono il brano I'm In Love With A German Film Star per Sam Taylor-Wood, per cui avevano già prodotto due brani agli inizi del 2000. Il brano esce sotto etichetta musicale Kompakt e, nonostante fu ignorato da radio e media, ottiene la prima posizione nella classifica dance britannica.

### Yes(2009–2010)
Dopo il lungo silenzio del 2008, sul loro sito ufficiale, Neil e Chris comunicano che hanno passato gran parte del tempo in studio a lavorare sul loro prossimo album, in collaborazione con il team di produttori Xenomania.
Durante il mese di febbraio, oltre ad aver scritto e prodotto il singolo The Loving Kind per le Girls Aloud, i Pet Shop Boys vincono ai BRIT Awards (la più importante manifestazione musicale di tutto il Regno Unito) il "premio alla carriera e allo straordinario contributo dato alla musica". Per celebrare l'evento, i Pet Shop Boys eseguono un medley di alcuni dei loro successi avvalendosi di due collaborazioni speciali: Lady GaGa e Brandon Flowers dei The Killers. La performance fu un successo, forte anche del fatto che eseguono un'anteprima del loro prossimo singolo che avrebbero pubblicato. La collaborazione con Lady GaGa non terminò ai BRIT Awards: successivamente il duo remixò il brano Eh, Eh (Nothing Else I Can Say) (remix che Lady GaGa scelse di includere nella sua compilation di remix dell'anno successivo). Il successo dei BRIT Awards fu talmente alto che l'album PopArt: Pet Shop Boys - The Hits, la raccolta discografica pubblicata nel 2003, rientrò nelle classifiche inglesi. Per celebrare i 25 anni di carriera, il gruppo pubblica, in uscita con il giornale inglese Mail on Sunday, Story: 25 Years of Hits, una compilation in uscita speciale.
Con una attesa ormai arrivata al culmine, verso metà marzo viene pubblicato il nuovo singolo Love Etc., che ottiene un buon successo in Europa (soprattutto in Germania) mentre negli Stati Uniti diventa l'ennesimo brano a piazzarsi in cima alla Dance Club Songs. Neanche una settimana dopo viene finalmente pubblicato il loro decimo album, Yes, che ottiene un gran successo globale (un quotidiano statunitense dedica un articolo sui Pet Shop Boys dicendo che "i Pet Shop Boys affermano ancora una volta la loro grandezza"). Il successo dell'album è talmente forte da divenire candidato ai Grammy Awards, nella categoria "Best Electronic/Dance Album". L'album esce anche in edizione speciale, intitolata Yes Etc., che contiene versioni dub di alcuni pezzi del nuovo album e un brano inedito, This Used To Be The Future, che presenta una collaborazione con Philip Oakey dei The Human League.
Il 1º giugno viene estratto il secondo singolo, Did You See Me Coming?, il quale anch'esso si piazza in prima posizione nella Dance Club Songs, attribuendo così ai Pet Shop Boys due primati: il titolo di "primo ed unico gruppo con più successi numeri 1 (10 brani)" e il titolo di "primo gruppo ad aver raggiunto quota 10 successi numeri 1"; poco dopo i Pet Shop Boys iniziano il loro nuovo tour mondiale (ribattezzato "Pandemonium Tour", rifacendosi al titolo di una loro canzone) che li vedrà impegnati per tutto il 2009 e parte del 2010.
Dopo aver annunciato che il terzo singolo dell'album Yes sarebbe stato Beautiful People, ma solo per il mercato tedesco, i Pet Shop Boys portano a novembre il loro "Pandemonium Tour" in Brasile. Per celebrare le date brasiliane del tour, solo nel mercato brasiliano viene pubblicato Party, una raccolta esclusiva la quale include le loro hit più famose in Brasile (alcune delle loro canzoni, fra le quali Being Boring, Domino Dancing, West End Girls e King Of Rome sono anche le colonne sonore di alcune soap opere brasiliane). A novembre i Pet Shop Boys collaborano con Shirley Bassey nella traccia The Performance Of My Life del suo album The Performance.
Il 14 dicembre i Pet Shop Boys pubblicano come singolo Christmas EP, un doppio lato A che lancia come singoli All Over The World (contenuta nell'album Yes) e It Doesn't Often Snow at Christmas (brano pubblicato per il fan club nel 1997). Va fatto notare che, contrariamente con quanto accaduto con la pubblicazione nel 1991 del doppio lato A How Can You Expect to Be Taken Seriously?/Where the Streets Have No Name (I Can't Take My Eyes Off You), All Over The World e It Doesn't Often Snow at Christmas compaiono in classifica come unico disco (Christmas appunto) e non diviso come accadde nel 1991. Per il lancio di un videoclip, ufficialmente venne pubblicato il video di All Over The World.
Christmas lascia spazio al 2010, in cui a febbraio vede la luce il loro secondo album dal vivo Pandemonium: Live at the O2 Arena, London, 21st December 2009. Il disco viene pubblicato anche in formato DVD e (come si può dedurre dal titolo) contiene il concerto che il gruppo ha tenuto all'O2 Arena di Londra il 21 dicembre 2009. Dopo aver annunciato sul proprio profilo di Twitter di essere in studio per registrare nuove canzoni, i Pet Shop Boys prendono parte al Glastonbury Festival, a distanza di 10 anni dalla loro prima e ultima performance: l'organizzazione del festival ha considerato l'esibizione dei Pet Shop Boys come "uno dei più spettacolari momenti del festival di sempre"; non solo, durante un frammento del loro tour nel Regno Unito i Pet Shop Boys portano con sé Sophie Ellis-Bextor come special guest.
Il 2010 vede i Pet Shop Boys impegnati in due progetti teatrali: dopo aver composto la colonna sonora dell'opera teatrale My Dad's A Birdman di David Almond, il duo si dedica a tutto campo al loro progetto di un balletto.
Dopo aver chiuso l'anno con una terza e nuova raccolta di successi per celebrare i 25 anni di distanza dalla loro prima uscita discografica intitolata Ultimate, lanciata dal singolo promozionale Together, i Pet Shop Boys sono imminenti per il debutto al teatro del loro balletto.

### Il ballettoThe Most Incredible Thing,FormateElysium(2011–2012)
La nuova decade si apre con il debutto in teatro del balletto The Most Incredible Thing il 17 marzo 2011 al Sadlers Wells di Londra, basato sulla omonima novella di Hans Christian Andersen, al quale i Pet Shop Boys erano al lavoro sin dal 2007. Durante tale periodo i Pet Shop Boys lavorarono a stretto contatto con il coreografo Javier de Frutos e l'autore Matthew Dunster. Durante le varie performance il teatro londinese fu sempre tutto esaurito e il balletto deliziò la critica al punto che si aggiudicò il premio "Beyond Theatre" ai prestigiosi Evening Standard Theatre Awards.
Durante l'estate 2011 i Pet Shop Boys compaiono come "special guest" nel Progress Live 2011, il tour mondiale che i Take That intrapresero partendo dal Regno Unito. La presenza del duo nel tour dei Take That rende l'evento di rilievo, giacché la rivista The Guardian identificò i Pet Shop Boys con la frase «è come chiedere a Michelangelo di dipingere il soffitto della cucina». Contemporaneamente a ciò esce una cover di Sub-culture, singolo del 1985 dei New Order, reinterpretato da Stop Modernists con Lowe come voce principale.
Verso metà novembre, attraverso il sito internet Varsity, i Pet Shop Boys annunciano che sono già al lavoro per il loro undicesimo album di studio con il produttore Andrew Dawson e che per "placare" l'attesa dei fan avrebbe pubblicato Format, la loro seconda raccolta di b-side che partonto dal 1996 al 2009, una sorta di Alternative 2, in quanto con Alternative il duo raccolse i loro b-side dal 1985 al 1995.
Dopo aver collaborato nell'album Out of My Hands di Morten Harket con il brano Listening i Pet Shop Boys pubblicano, ad agosto 2012, Winner, il primo singolo del loro imminente nuovo album Elysium. Il clima delle olimpiadi di Londra 2012 coinvolge anche i Pet Shop Boys i quali vengono massicciamente richiesti nelle performance musicali olimpiche; ben tre sono le loro presenze durante i giochi: una esibizione prima di una gara di tennis sul prestigioso campo di Wimbledon, la loro performance alla cerimonia di chiusura dei giochi olimpici con West End Girls e il loro concerto alla cerimonia di chiusura delle paraolimpiadi. L'attesa per l'album cresce e i Pet Shop Boys volano a Berlino per un concerto promozionale interamente dedicato a Elysium.
Contrariamente con quanto successo con Yes che vantò una massiccia promozione e sponsorizzazione, Elysium e i suoi singoli vennero del tutto privati di sponsorizzazione e promozione da parte della casa discografica Parlophone; ciò rende Elysium l'album con il minor rendimento in termini di successo, vendite e classifiche per i Pet Shop Boys. Winner viene del tutto ignorata nella Official Singles Chart (una sola settimana in classifica all'86º posto), venendo considerata uno dei più grandi flop della ormai trentennale carriera discografica del duo; il secondo singolo Leaving fece leggermente meglio, pur rimanendo fuori dalla top 40, mentre il terzo estratto Memory of the Future non raggiunse neanche le prime 100 posizioni (per la prima volta nella carriera dei Pet Shop Boys il singolo fu pubblicato senza alcun videoclip correlato).

### Electric(2013–2014)
Dopo quanto accaduto con la fase Elysium, i fan cominciano a pensare che l'album stesso fosse stato un vero flop per il duo; tuttavia i Pet Shop Boys annunciarono che avrebbero intrapreso a partire da marzo 2013 un nuovo tour mondiale ribattezzato Electric Tour, in virtù del fatto che a luglio avrebbero pubblicato un nuovo album di studio, intitolato Electric. L'album è la prima pubblicazione dei Pet Shop Boys dopo l'abbandono della storica etichetta discografica Parlophone con la quale il duo aveva prodotto ogni suo singolo lavoro per quasi trent'anni. A partire da Electric il duo pubblicherà ogni suo lavoro sotto la propria etichetta x2 la quale fa parte del gruppo Kobalt Label Services. Il disco è stato anticipato il 1º maggio da Axis e successivamente da Vocal, pubblicato il 3 giugno.
A differenza di Elysium, Electric ha ottenuto un responso positivo da parte della critica, successo confermato anche dal suo ingresso al terzo posto nella classifica britannica, il più alto per un album in studio dei Pet Shop Boys dai tempi di Very (1993). Il 22 luglio, il duo ha annunciato il terzo singolo Love Is a Bourgeois Construct, la cui pubblicazione è avvenuta il 1º settembre. Il 30 settembre è stato pubblicato il videoclip per il brano Thursday; nella stessa data è stata annunciata anche la data di pubblicazione del brano, fissata al 4 novembre.

## Approfondimenti

### Il successo a tutto campo
Come già detto, i Pet Shop Boys sono fra i principali pionieri del genere synth pop oltre ad essere un duo tra quelli di massimo successo nella musica pop. In una classifica dei 10 migliori artisti del genere di tutta la storia, i Pet Shop Boys giunsero alla prima posizione con il pieno favore dei critici musicali. Nel Guinness World Record i Pet Shop Boys sono il duo più famoso e di successo sia nel Regno Unito che in tutta la storia del pop. In svariati campi vengono accreditati come "autori", "icone" e "ispirazione".
I Pet Shop Boys hanno avuto successo negli Stati Uniti d'America, a metà degli anni ottanta, con West End Girls. Il brano raggiunse la posizione numero 1 in classifica, conferendo a Neil Tennant il merito di essere "il primo cantante bianco a trionfare in classifica con un brano rap" (eccetto il ritornello, West End Girls presenta un testo leggermente in chiave rap, eseguito impeccabilmente da Tennant).
Nonostante il loro ultimo brano ad entrare nella Top 40 fu Domino Dancing (18ª posizione nella Billboard Hot 100, la principale classifica americana), il duo ha continuato ad avere successo negli Stati Uniti: nel 2003 Billboard ha stilato una classifica degli artisti con più hit numero 1 nella Dance Club Songs e i Pet Shop Boys si piazzarono al quarto posto dietro Madonna, Donna Summer e Janet Jackson. I Pet Shop Boys hanno ben dieci singoli Numero Uno nella Dance Club Songs e una costante presenza in classifica sempre nelle posizioni più alte.
I Pet Shop Boys si sono impegnati in diversi tour, di cui sei furono a livello mondiale:
- il Performance Tour nel 1991 (in concomitanza con l'uscita di Discography).
- il Nightlife Tour nel 1999-2000 (in supporto all'album Nightlife).
- il Release World Tour nel 2002 (in supporto all'album Release).
- il Fundamental Tour nel 2006-2007 (in supporto all'album Fundamental).
- il Pandemonium Tour nel 2009-2010 (in supporto all'album Yes).
- l'Electric Tour nel 2013 (in supporto agli album Elysium e Electric).

Nel corso di ogni tournée, hanno eseguito una lunga serie di concerti negli Stati Uniti, a conferma del fatto che la loro presenza negli "States" è richiestissima.
I Pet Shop Boys hanno ricevuto numerose candidature ai prestigiosi Grammy Awards, l'ultima delle quali con l'album Yes nella categoria "miglior album dance/elettronico". Numerose anche le candidature e le vittorie ai BRIT Awards, fra cui spicca la vittoria nel 2009 per lo "straordinario contributo alla musica".
Nel corso della loro carriera ben 3 dei loro album sono stati inclusi nella prestigiosa raccolta 1001 Albums You Must Hear Before You Die (letteralmente "1001 album che devi ascoltare prima di morire"): Actually, Behaviour e Very.
Il 9 luglio 2006, a Berlino, durante la cerimonia di premiazione per l'alzata della Coppa del Mondo di calcio vinta dalla Nazionale Italiana, la loro versione di Go West fu utilizzata come colonna sonora. Sin dalla sua realizzazione, Go West è diventata un inno calcistico per quasi tutte le tifoserie del mondo.
Nel luglio del 2007, i Pet Shop Boys hanno firmato un nuovo contratto con la Parlophone. Il comunicato stampa postato sul loro sito nell'originale in inglese (traduzione italiana in nota) è il seguente: "I Pet Shop Boys hanno firmato un nuovo contratto con la Parlophone Records. Neil Tennant e Chris Lowe avevano firmato il loro primo contratto con l'etichetta nel mese di marzo del 1985, rinnovandone i termini nel 1990. Il più recente album dei Pet Shop Boys, Fundamental, rappresenta l'ultimo lavoro realizzato secondo i termini di quel contratto". Neil Tennant e Chris Lowe hanno commentato: "Sono trascorsi più di 20 anni da quando abbiamo firmato il primo contratto con la EMI e siamo molto contenti di continuare il nostro rapporto professionale con loro".
Miles Leonard, direttore musicale della Parlophone, ha dichiarato: «Quel che fanno i Pet Shop Boys è unico nel suo genere. Continuano a essere all'avanguardia nella cultura pop, sorprendendoci costantemente ed elettrizzandoci con ogni loro mossa. Siamo estremamente lieti di averli nella nostra etichetta».
Dopo circa 30 anni di carriera, i Pet Shop Boys hanno girato un film (It Couldn't Happen Here nel 1988), scritto e prodotto l'intera colonna sonora di un musical (Closer to Heaven nel 2001), di un film (Battleship Potemkin per il film La corazzata Potëmkin nel 2005) e un balletto (The Most Incredible Thing nel 2011). In aggiunta a ciò, si considera anche la loro colonna sonora scritta per lo spettacolo teatrale My Dad's A Birdman di David Almond nel 2009.
Nel 2012, in occasione delle olimpiadi di Londra, i Pet Shop Boys si sono esibiti per ben tre volte durante i giochi (durante il torneo di tennis a Wimbledon e nelle due cerimonie di chiusura, rispettivamente olimpiche e paralimpiche).
Nel 2016 collaborano con Jean-Michel Jarre per la realizzazione del brano Brick England contenuto nell'album Electronica 2: The Heart of Noise.

### Dinamiche di gruppo
Le dinamiche che sottostanno all'immagine dei Pet Shop Boys, estremamente curata, fin nei minimi dettagli, come da contratto (cfr., infra, nota 6), consistono nella personalità di cui il duo fa puntualmente mostra in pubblico: Neil Tennant viene percepito come l'intellettuale erudito, dal linguaggio ampolloso e con una dizione pressoché perfetta, mentre Chris Lowe, ormai quasi sempre nascosto sotto il cappello e gli occhiali, che rappresentano i suoi marchi di fabbrica più evidenti (sin dall'inizio, nel 1985), appare più cristallino nell'esprimere il proprio pensiero e controllato nei comportamenti, ma allo stesso tempo casual, amante del divertimento, irriverente nei modi di fare e, a tratti, quasi scapestrato.
Le interviste rilasciate dal duo sembrano seguire uno schema ben preciso, in cui Tennant svolge il ruolo del principale interlocutore e portavoce del gruppo, rispondendo alle domande con cura e in profondità, occasionalmente interrotto da brevi, essenziali interventi, in genere di stampo umoristico, da parte di Lowe (il tutto può essere paragonato al concetto del duo comico e le citate note interne, riportate nei libretti dei testi sulle ristampe doppie dei primi sei album del duo, sono altamente rappresentative di questo ricorrente pattern fisso, ormai assurto ad altro distintivo marchio di fabbrica di Chris e Neil).

I Pet Shop Boys sono stati considerati anche come ostinatamente contrari alle richieste delle case discografiche, in perenne sfida verso le aspettative riposte dall'industria discografica nei loro confronti, per ciò che concerne l'immagine commerciale, l'auto-promozione e la natura stessa della loro musica. All'inizio della carriera, il duo sembrava definirsi più che altro rispetto a quel che Neil e Chris si rifiutavano di fare. Una citazione di Lowe, che risale al 1986, estratta dal programma televisivo Entertainment Tonight, successivamente campionata e inserita all'interno del brano Paninaro, viene spesso considerata il primo esempio di quest'atteggiamento: 
Questo ha inoltre contribuito a formare la reputazione iniziale della band in quanto gruppo anti-rock, più coerentemente in linea invece con la cultura legata alla musica dance e alla disco music (basti vedere il lato B del 1997, appropriatamente intitolato How I Learned to Hate Rock and Roll, cioè "Come ho imparato a odiare il rock'n'roll"). Alla fine, comunque, queste differenze si sono appianate: un processo culminato simbolicamente con il concerto del gruppo al Glastonbury Festival del 2000, che ha costituito la rivelazione dell'intero evento, durato tre giorni. Tennant ha espresso la sua gratitudine alla folla, ringraziando il pubblico per "essere stato così gentile nei nostri confronti", visto lo status di debuttanti dei Pet Shop Boys alla manifestazione, definendo il duo "vergine per quanto riguarda le esibizioni all'interno del Glastonbury Festival".

### Immagine e look
Le suddette dinamiche di gruppo hanno svolto un ruolo importante anche per quanto riguarda l'immagine pubblica del duo. All'inizio della loro ormai longeva carriera, Neil Tennant e Chris Lowe sono stati spesso accusati di assoluta mancanza di presenza scenica, dichiarando, dal canto loro, trattarsi invece di una loro personale reazione, volutamente studiata, ma del tutto spontanea, alla musica iper-spensierata che caratterizzava gruppi quali gli Wham! di George Michael e Andrew Ridgeley. Una delle prime performance più tipiche dei Pet Shop Boys vedeva Chris, sullo sfondo, suonare di tanto in tanto qualche nota su una tastiera occasionale o su un sintetizzatore Fairlight, e Neil cantare, ma comunque in modo alquanto passivo, in primo piano.
Comunque, quando i due hanno incominciato ad andare in tournée, nel 1989, hanno subito una nuova, profonda influenza, esercitata su di loro dall'opera e dal teatro. Derek Jarman si è occupato della «messa in scena», il cosiddetto staging, del loro primo tour, realizzando una serie di filmati, da proiettare dietro i coristi e i ballerini in costume. Nel 1991 vengono ingaggiati David Alden e David Fielding della English National Opera, a cui viene affidato il design dei costumi e la scenografia del palco, per uno show che non voleva coinvolgere o tantomeno rendere partecipe il pubblico, mettendo invece al centro di tutto l'elemento coreografico e quello scenografico. I tour successivi, per il design del palcoscenico, si sono avvalsi dell'artista Sam Taylor-Wood, dell'architetto Zaha Hadid e del designer teatrale Es Devlin (con le coreografie di Hakeem Onibudo).
I Pet Shop Boys sono stati tradizionalmente fautori di una moda d'avanguardia, costituita da abiti fatti su misura. In alcune interviste, Tennant ha reso noti i nomi degli stilisti che hanno realizzato i suoi abiti, mentre Lowe ha spesso indossato occhiali e vestiti confezionati da Issey Miyake, Stüssy e la Y-3 di Yohji Yamamoto per l'Adidas. Il modo di presentarsi al pubblico ha sempre costituito un tema d'importanza capitale per i Pet Shop Boys, tanto da inserire, fin dall'inizio, una clausola in proposito addirittura nel contratto con la casa discografica (cfr. infra), e il duo ha drasticamente «re-inventato» il proprio look, almeno due volte, nel corso della lunga carriera (vedi la Very-era e la Nightlife-era).
Nel 1993, durante la promozione del loro album Very, i Pet Shop Boys hanno indossato costumi coloratissimi, utilizzando la tecnologia informatica per creare un'elaborata ambientazione al computer, una moderna realtà virtuale, in cui ricollocarsi «fisicamente»: tale periodo fu soprannominato la loro "Very-era". Quest'idea della «re-invenzione» (utilizzata anche da Madonna, che l'ha fatta sua proprio per il ritorno sulle scene, con il Re-Invention Tour, dopo molti anni di assenza dalla dimensione live) è stata poi ripresa dal duo anche per la promozione dell'album del 1999, Nightlife, che ha visto una radicale trasformazione nel look di Tennant e Lowe, basato stavolta sull'utilizzo di accessori vistosi, quali parrucche, occhiali e un guardaroba generalmente futuristico (fase poi ribattezzata "Nightlife-era").
Nel 2006, sul palco e in foto, sia Neil che Chris si sono avvalsi di abiti disegnati dal sodalizio Hedi Slimane/Dior Homme. Nel corso del loro Pandemonium Tour (legato all'album Yes) si sono invece avvalsi della tematica cubista, fortemente presente nella cover del loro album.
Come accennato, il duo ha sempre nutrito un forte interesse per artwork, design e fotografia, relativamente alle varie pubblicazioni, nei vari formati, realizzate nel corso degli anni. È stato il fotografo Eric Watson a dare un contributo fondamentale alla creazione dell'originale immagine dei Pet Shop Boys, effettuando un gran numero di fotografie e videoclip tra il 1984 e il 1991, indicato come il primo periodo di attività del duo ed antologizzato nella raccolta Discography: The Complete Singles Collection del 1991.
Altra particolarità dei Pet Shop Boys è il criterio nell'assegnare titoli di una sola parola ai loro lavori: una vera e propria tradizione quella di assegnare ad ogni loro uscita discografica, album o raccolte o album dal vivo, un titolo composto da una parola sola.
Per quanto riguarda il design, Neil e Chris hanno invece lavorato per lo più con Mark Farrow, che ha realizzato la copertina del loro primo album per la Parlophone, Please del 1986. La collaborazione tra Mark Farrow e i Pet Shop Boys può essere paragonata al tipico rapporto professionale designer/band, instauratosi, per esempio, tra Peter Saville e i New Order, o Anton Corbijn e i Depeche Mode, oppure alla lunghissima cooperazione artistica, che ha raggiunto un'estensione temporale di tali proporzioni da essere definita da molti addirittura «epica», che ha legato e, con rinnovato e ininterrotto successo, lega Simon Halfon al cantante e musicista britannico Paul Weller, nelle varie fasi dell'ormai trentennale carriera di quest'ultimo, sia come solista che all'interno di gruppi e progetti paralleli.
Le copertine dei Pet Shop Boys sono spesso ispirate a un minimalismo evidente, tanto scarno ed essenziale quanto efficace, sia dal punto di vista del conseguimento artistico che da quello della resa commerciale, in cui la cura per il dettaglio è a dir poco maniacale, fino a coprire particolari apparentemente secondari, quali il tipo e lo stile dei caratteri utilizzati per i titoli e le altre scritte, con pronta segnalazione di eventuali errori da parte del duo stesso, che preferisce senza alcun dubbio una spietata e immediata auto-critica piuttosto che tacere anche la minima imperfezione che non sia saltata agli occhi (si vedano, a puro titolo di esempio, le note interne nel libretto della doppia ristampa di Introspective, dove Tennant menziona addirittura l'esitazione da lui avuta nel pronunciare la singola iniziale di una parola, di fatto appena percettibile nella traccia vocale del relativo brano).
Come accennato, a ottobre del 2006, il duo ha pubblicato un libro di 336 pagine, intitolato Catalogue, che raccoglie gli sforzi di Tennant e Lowe al livello di artwork, design e, naturalmente, musica. Questa retrospettiva rappresenta senza dubbio una delle antologie più esaurienti che un artista possa mai desiderare di realizzare.

### La formazione allargata, gli spettacoli dal vivo e l'utilizzo del digitale
Il duo utilizza un programmatore, Pete Gleadall, per controllare i computer (che, di fatto, funzionano tutti dal vivo) e suonare le tastiere, nonché coristi e coriste, tra cui la cantante Sylvia Mason-James, una delle coriste britanniche più famose in assoluto, che collabora con i Pet Shop Boys dai primi anni novanta. In passato, Chris e Neil si sono avvalsi anche della voce di un'altra corista, Katie Kissoon, impiegando anche altri musicisti, tra cui Danny Cummings, Jodie Linscott e Dawne Adams alle percussioni, Scott Davidson e Dominic Clarke alle tastiere e alla programmazione, Mark Refoy e Bic Hayes alle chitarre, nonché J.J. Belle, defunto nel 2004, alle chitarre e alle percussioni. Per il Nightlife Tour del 1999-2000, il duo ha scelto il tastierista e programmatore newyorkese Peter Schwartz come direttore musicale, programmatore e tastierista. Come nei tour precedenti, le tracce in playback sono state campionate su un computer e suonate da diversi sintetizzatori e tastiere.

Riguardo all'utilizzo dei computer e all'esecuzione degli spettacoli dal vivo, Neil Tennant ha così commentato nel 1991: 
 Nella stessa intervista (realizzata da Chris Heath, per le note di copertina del DVD Performance), così commenta invece Chris Lowe: 

### Orientamento sessuale
Durante gli anni ottanta, Neil Tennant non conferma né nega le voci riguardanti il suo orientamento sessuale. Tennant fa coming out soltanto nel 1994, in una celebre intervista per la rivista britannica Attitude, che tratta apertamente tematiche gay. Chris Lowe, nel frattempo, non ha mai rilasciato dichiarazioni sul suo orientamento sessuale, nonostante abbia affermato di pensare, in un documentario radiofonico, trasmesso dalla BBC, nel 1996, che di base esisterebbe soltanto un'unica sessualità. Molto spesso, è stato detto che il duo sarebbe in realtà una coppia (voce da sempre smentita): nella biografia del 1990, intitolata Pet Shop Boys, Literally (che riprende il titolo con cui è comunemente noto il secondo album, Pet Shop Boys, Actually, il cui titolo è in realtà soltanto Actually), Tennant ricorda che persino il loro ex manager, Tom Watkins, aveva avuto quell'impressione, per un certo periodo.
I Pet Shop Boys sono considerati figure significative nella cultura gay, per via di alcuni brani, tra i più famosi dei quali figurano senza dubbio Can You Forgive Her?, It's a Sin, (il cui videoclip è stato prodotto dal regista gay Derek Jarman), New York City Boy e la cover di Go West, originariamente di uno dei primi gruppi gay della storia, i Village People. Il duo ha inoltre composto una canzone su un giovane fan che passa la notte con un rapper, la cui figura si basa su quella di Eminem, intitolata The Night I Fell in Love; un brano sul coming out, Metamorphosis. Si ricordano anche un pezzo, inserito sull'album Very, che tratta chiaramente di un approccio tipicamente gay, ma precedente al coming out di Neil e, forse non a caso, intitolato To Speak Is a Sin («parlare è un peccato») e il video del singolo del 2012 Winner (narrante dell'ambiente transgender).
Being Boring, singolo del 1990, trattava di un'esperienza omosessuale e della devastazione portata dalla crisi legata alla diffusione dell'AIDS, anche se il soggetto lì era costituito da un amico, lo stesso che ricomparirà successivamente nel lato B Your Funny Uncle. Being Boring rimane comunque uno dei brani più popolari in assoluto dei Pet Shop Boys, tanto quanto il relativo video, realizzato dal fotografo Bruce Weber, nonostante il singolo non sia arrivato oltre il Numero 20 in classifica, una delle posizioni più basse da loro mai raggiunte in tutta la carriera. Nonostante tutto, Neil Tennant ha più volte affermato che i suoi testi non devono essere considerati specificamente gay: molti brani sono infatti scritti da un punto di vista ambiguo e polivalente, che può essere interpretato in vari modi dall'ascoltatore.
I Pet Shop Boys hanno collaborato in studio e suonato dal vivo con molti artisti considerati icone gay e bisex, tra cui David Bowie, Elton John, Liza Minnelli, Dusty Springfield, Boy George, Melissa Etheridge, Kylie Minogue, Madonna, Pete Burns e Lady GaGa. Nel 2001 il duo ha anche tentato di mettere su una tournée costituita esclusivamente da musicisti gay, intitolata Wotapalava, ma il progetto non è mai andato in porto.

## Stile musicale
Lo stile dei Pet Shop Boys è un pop e synth pop melodrammatico e adulto, dominato dai sintetizzatori e che si imposta su basi dance. Il duo tende ad appropriarsi di melodie "vintage" ispirate alla vecchia musica da club e da discoteca e fa perno sul tono colto del cantante Neil Tennant. Sin dagli esordi, i Pet Shop Boys hanno reso sempre più adulto e maturo il loro stile, fino ad approdare ai suoni house di Introspective (1988) al postmodernismo e alla dance di Very (1993), alle sonorità ispirate alla musica latina di Bilingual (1996) e al romanticismo di Fundamental (2006).

## Lascito artistico
Nel 2003 Joel Whitburn della celebre rivista Billboard (nel suo libro Billboard's Hot Dance/Disco 1974-2003) ha indicato i Pet Shop Boys come il quarto artista/gruppo che ha avuto più successo all'interno della Dance Club Songs dopo Madonna, Janet Jackson e Donna Summer. Nel 2009 il loro singolo Did You See Me Coming?, secondo estratto dal loro album Yes, si piazzò al 1º posto nella Dance Club Songs, attribuendo così ai Pet Shop Boys non solo il primato di essere il "primo ed unico gruppo con più successi numeri 1 presente nella storia della classifica" ma anche il primato di essere il "primo gruppo ad aver raggiunto quota 10 successi numeri 1".
Nell'ottobre del 2005 una band-tributo svedese, chiamatasi "West End Girls" ha pubblicato in Svezia una propria cover del brano Domino Dancing che giunse alla Numero 3 in madrepatria. Nel gennaio 2006 pubblicarono la loro versione di West End Girls, seguìta da un album fatto interamente di cover nel mese di giugno. Tra le varie altre band-tributo dei Pet Shop Boys, sono da segnalare i britannici "Pet Shop Noise" di Birmingham, che si esibiscono al livello locale ormai da molti anni, e gli statunitensi "West End Boys" di Seattle.

L'album di Madonna intitolato Confessions on a Dance Floor, uno dei più popolari mai realizzati dall'artista, pubblicato nel novembre del 2005, contiene una canzone, Jump, che contiene un campionamento di West End Girls dei Pet Shop Boys. In un'intervista sul sito web Popjustice, Stuart Price, produttore del disco di Madonna e grande fan dei Pet Shop Boys, ha rivelato che la traccia Jump sarebbe stata ispirata direttamente da Chris Lowe. A quanto pare, durante la registrazione del disco, Madonna avrebbe esclamato, a un certo punto: 
(I Pet Shop Boys! Cazzo se mi piacciono!)
 In realtà il rapporto fra Madonna e i Pet Shop Boys ha profonde radici: la storia ha origine al 1988, con il brano Heart, una delle Numero Uno storiche del duo britannico. Nelle note interne al libretto realizzato per la loro prima raccolta di successi, Discography: The Complete Singles Collection del 1991, Neil e Chris scrivono infatti che: 
(Quando abbiamo scritto questo pezzo, volevamo proporlo a Madonna, ma non abbiamo voluto rischiare di rimanere delusi da un suo eventuale rifiuto.)
 Così, i Pet Shop Boys hanno tenuto per sé quel brano, che, come accennato, è arrivato fino al Numero Uno nel Regno Unito. Successivamente, nello stesso 1991, Madonna viene citata nel testo del singolo DJ Culture, poco dopo il suo divorzio da Sean Penn. Così scrive infatti Neil Tennant nella canzone: 
(Come Liz prima di Betty / Lei dopo Sean / Improvvisamente non ci sei più / Quindi rinasci.)
 Tennant si riferisce alla fase di «re-invenzione» attraversata da Madonna all'epoca: la cantante avrebbe poi ribattezzato il suo ritorno dal vivo, dopo lunghi anni di assenza dalle scene live, proprio con la parola re-invention, da cui il Re-Invention Tour, ispirato dalla "Very-era" che il duo creò nel 1993.
Nel 2006 Madonna vinse ai BRIT Awards il titolo di "miglior artista femminile", premio presentato da Tennant stesso. In quell'occasione Madonna dichiarò che la musica dei Pet Shop Boys è una delle sue grandi fonti ispiratorie. Poco dopo Neil e Chris remixarono Sorry, il secondo singolo estratto dall'album di Madonna: lei gradì talmente tanto il remix del duo da utilizzare la loro diversa versione durante il Confessions Tour del 2006.
Per molti altri artisti i Pet Shop Boys sono una forte influenza: fra i tanti artisti, coloro che risentono fortemente della loro ispirazione sono Brandon Flowers (cantante dei The Killers), Tim Rice-Oxley (membro dei Keane), Gary Barlow (membro dei Take That), Stuart Price e Robbie Williams.
L'attore David Tennant, star di Doctor Who, ha preso il suo pseudonimo proprio dal cognome di Neil Tennant. Il vero cognome dell'attore è infatti McDonald, ma aveva bisogno di un nome d'arte per la British Actors' Equity Association, l'Associazione degli Attori Britannici nota come Equity, poiché c'era già un attore registrato come David McDonald.

## I singoli più venduti
La seguente classifica, aggiornata al febbraio 2009 in occasione della premiazione dei Pet Shop Boys ai BRIT Awards, elenca i 40 singoli più venduti, a livello mondiale, dei Pet Shop Boys.
1. Always on My Mind
2. It's a Sin
3. West End Girls
4. Heart
5. What Have I Done to Deserve This?
6. Go West
7. Suburbia
8. It's Alright
9. Left to My Own Devices
10. So Hard
11. Domino Dancing
12. Where the Streets Have No Name (I Can't Take My Eyes Off You)
13. Losing My Mind (singolo prodotto dai Pet Shop Boys per Liza Minnelli)
14. Opportunities (Let's Make Lots of Money)
15. Rent
16. Love Comes Quickly
17. Can You Forgive Her?
18. Se a vida é (That's the Way Life Is)
19. DJ Culture
20. I Wouldn't Normally Do This Kind of Thing
21. Before
22. Hallo Spaceboy (singolo di David Bowie con i Pet Shop Boys)
23. Being Boring
24. Somewhere
25. Jealousy
26. Single-Bilingual
27. Paninaro '95
28. Was It Worth It?
29. A Red Letter Day
30. I Don't Know What You Want but I Can't Give It Any More
31. New York City Boy
32. Liberation
33. You Only Tell Me You Love Me When You're Drunk
34. Yesterday, When I Was Mad
35. Home and Dry
36. I'm with Stupid
37. Miracles
38. Flamboyant
39. I Get Along
40. Minimal

## Discografia
- 1986 – Please
- 1987 – Actually
- 1988 – Introspective
- 1990 – Behaviour
- 1993 – Very
- 1996 – Bilingual
- 1999 – Nightlife
- 2002 – Release
- 2006 – Fundamental
- 2009 – Yes
- 2012 – Elysium
- 2013 – Electric
- 2016 – Super
- 2020 – Hotspot
- 2024 - Nonetheless

## Premi e riconoscimenti

### Premi
- 1987: BRIT Awards (U.K.) - Best Single (per West End Girls)
- 1987: Ivor Novello Awards (U.K.) - Best International Hit (per "West End Girls")
- 1988: BRIT Awards - Best Group
- 1988: Ivor Novello Awards (U.K.) - Best International Hit (per It's a Sin)
- 1988: Houston Film Festival (U.S.) - Gold Jury Award (per It Couldn't Happen Here)
- 1988: Berolina Awards (Germania) - Group of the Year
- 1991: Music Week (U.K.) - Best Video of the Year 1990 (per Being Boring)
- 1994: Siggraph Wave Awards (USA) - Best Music Video (per Liberation)
- 1994: Effects & Animation Festival (U.K.) - Best Music Video (per Liberation)
- 1999: Viva Comet Awards (Germania) - Best International Video (per I Don't Know What You Want but I Can't Give It Any More)
- 2000: RSH Gold Awards (Germania) - Best International Band
- 2000: Ivor Novello Awards (U.K.) - Outstanding Contribution to British Music
- 2003: A-Ward (Germania) - Pioneers of Pop: Outstanding Contribution to Pop Music
- 2003: World Awards (Internazionale) - The World Arts Award
- 2004: Q Inspiration Award (U.K.) - Q Magazine
- 2005: Ivor Novello "Song of the Decade 1985-1994" (U.K.) - West End Girls (oltre sei milioni di ascoltatori della BBC Radio 2 hanno votato la canzone in occasione del 50º anniversario degli Ivor Novello Awards)
- 2008: Cannes International Advertising Festival (Francia) - Gold Cyber Lion Award for "Other Interactive Digital Media Innovative Ideas" (per il video di Integral)
- 2009: BRIT Awards (U.K.) - Outstanding Contribution to Music
- 2011: Evening Standard Award (U.K.) - Beyond Theatre Award[57][58][59]

### Nomination
- 1987: Best British Group
- 1988: Best British Album per Actually
- 1988: Best British Single per Always on My Mind
- 1989: Best British Album per Introspective
- 1989: Best British Group
- 1992: Best British Group
- 1994: Best British Video per Go West
- 1994: Grammy Award – Best Recording Package per Very
- 1997: Grammy Award – Best Dance Recording per To Step Aside
- 2002: Grammy Award – Best Recording Package per Release
- 2006: Grammy Award – Best Electronic/Dance Recording per I'm with Stupid
- 2006: Grammy Award – Best Electronic/Dance Album per Fundamental
- 2007: Grammy Award – Best Electronic/Dance Recording per Minimal
- 2009: Grammy Award – Best Electronic/Dance Album per Yes
- 2010: The BRITs Hits 30[60]

BRIT Awards
- 1987: Best British Group (Miglior gruppo inglese, Nomination)
- 1987: Best British Single con "West End Girls" (Miglior singolo inglese, Vincitori)
- 1988: Best British Album con Actually (Miglior album inglese, Nomination)
- 1988: Best British Group (Vincitori)
- 1988: Best British Single con "Always on My Mind" (Nomination)
- 1989: Best British Album con Introspective (Nomination)
- 1989: Best British Group (Nomination)
- 1992: Best British Group (Nomination)
- 1994: Best British Video con "Go West" (Miglior video inglese, Nomination)
- 2009: Outstanding Contribution (Straordinario contributo alla musica, Vincitori)
- 2010: The BRITs Hits 30 (Nomination)

Grammy Awards
- 1994: Grammy Award al miglior video musicale per Go West (Nomination)
- 1994: Grammy Award for Best Recording Package per Very (Nomination)
- 1997: Grammy Award alla miglior registrazione dance per To Step Aside (Nomination)
- 2003: Grammy Award for Best Recording Package per Release (Nomination)
- 2006: Grammy Award alla miglior registrazione dance per I'm with Stupid (Nomination)
- 2006: Grammy Award al miglior album dance/elettronico per Fundamental (Nomination)
- 2007: Grammy Award alla miglior registrazione dance per "Minimal" (Nomination)
- 2009: Grammy Award al miglior album dance/elettronico per Yes (Nomination)[61]